# Puchlovice
Puchlovice är en ort i Tjeckien. Den ligger i den centrala delen av landet, 90 km öster om huvudstaden Prag. Puchlovice ligger 234 meter över havet och antalet invånare är 129.
Terrängen runt Puchlovice är platt.Runt Puchlovice är det ganska tätbefolkat, med 75 invånare per kvadratkilometer. Närmaste större samhälle är Hradec Králové, 14,9 km öster om Puchlovice. Trakten runt Puchlovice består till största delen av jordbruksmark.